# Giuseppe Sfondrini
Giuseppe Sfondrini (* 28. März 1923 in Mezzana Bigli, Provinz Pavia; † 29./30. Januar 2012 in Bozen) war ein italienischer Politiker.

## Biographie
Sfondrini wurde 1923 in der Lombardei geboren, zog jedoch noch als Kind mit seinen Eltern nach Bozen. Gegen Ende des Zweiten Weltkriegs schloss er sich der Resistenza an. Jahrelang betrieb er mit der Hilfe seiner Frau Armida das Cinema Corso in der Bozner Freiheitsstraße.
Sein erstes politisches Mandat erhielt er 1952, als er für den Partito Socialista Democratico Italiano (PSDI) in den Bozner Gemeinderat gewählt wurde. Diesem gehörte er bis 1967 an. Während dieser Zeit war er von 1953 bis 1957 Assessor für Gesundheitswesen und Hygiene und kurzzeitig für Stadtpolizei im Gemeindeausschuss, von 1961 bis 1962 für Stadtpolizei und von 1965 bis 1967 für Stadt- und Marktpolizei.
1967 trat Sfondrini von seinen kommunalpolitischen Ämtern zurück und rückte für seinen Parteifreund vom PSDI Decio Molignoni, der bei den Parlamentswahlen kandidierte, in den Südtiroler Landtag, den Regionalrat Trentino-Südtirol und in die Südtiroler Landesregierung (Kabinett Magnago II) nach. Von 1968 bis 1993 war er als Vertreter des Partito Socialista Italiano (PSI) Landtagsabgeordneter; während dieser Zeit war er von 1970 bis 1974 im Kabinett Magnago III italienischer Schullandesrat, von 1974 bis 1976 im Kabinett Magnago IV Landesrat für Industrie, von 1981 bis 1983 Landtagspräsident, sowie von 1984 bis 1994 in den Kabinetten Magnago VI und Durnwalder I Landesrat für Industrie und Berufsbildung. Von 1992 bis 1994 arbeitete er als Mitglied in der Sechser- und Zwölferkommission Durchführungsbestimmungen zur Weiterentwicklung der Autonomie Südtirols aus.
1995 kehrte Sfondrini als Gemeinderatsmitglied des Mitte-links-Wahlbündnisses Patto dei Democratici in die Bozner Kommunalpolitik zurück. Von 1998 bis 2000 war er Mitglied des Gemeindeausschusses für den Aufgabenbereich Umweltschutz. Bei den folgenden zwei Gemeinderatswahlen kandidierte er erfolgreich für die Socialisti Democratici Italiani. Von 2000 bis 2003 fungierte er als Vorsitzender des Gemeinderats, 2010 beendete er seine politische Karriere.
Sfondrini, der sich innerhalb des PSI insbesondere Sandro Pertini verbunden fühlte, war über die Jahre – mit zunehmend schwindendem Wählerzuspruch – der einzige dezidiert sozialistische Exponent der Südtiroler Politiklandschaft. In der Nacht vom 29. zum 30. Januar 2012 verstarb er im Bozner Krankenhaus.